# 服部莞太
服部 莞太（はっとり かんた、2002年9月4日 - ）は、ジャパンラグビーリーグワンの日野レッドドルフィンズに所属しているラグビーユニオン選手。

## 略歴
佐賀県立佐賀工業高等学校では、1年の終わりから全国高等学校選抜ラグビーフットボール大会（春の熊谷）に出場。2年・3年では花園（全国高等学校ラグビーフットボール大会）に出場した。
関東学院大学では、1年から関東大学春季大会と関東大学リーグ戦に先発でも出場した。
2025年2月3日、ジャパンラグビーリーグワンのレッドハリケーンズ大阪へ、アーリーエントリーでの加入を発表した。同年3月、関東学院大学卒業。